# Tonkori
Tonkori (japanska:  (トンコリ), är ett oftast femsträngat cittraliknande stränginstrument som spelas med fingrarna och som används av ainus på Hokkaido, norra Honshu i Japan och på Sachalin i Ryssland. Det antas att instrumentet utvecklades på Sachalin. På 1970-talet var instrumentet mer eller mindre försvunnit ur bruk, men det har upplevt en återkomst i takt med ett ökat intresse för kulturarvet hos ainufolket.
Instrumentet görs normalt i ett enda stycke av jezo-gran. Instrumentet kan vara uppemot 1,2 meter långt, 10 centimeter brett och 5 centimeter tjockt.
Strängarna är gjorda av catgut, rådjurssena eller av växtfiber. Oftast är tonkori femsträngad, men kan ha mellan två och sex strängar.
Tonkori placeras snett över bröstkorgen, med strängarna utåt, medan fingrarna på båda händerna spelar på strängarna från ömse håll. Instrumentet användes för att ackompanjera sång och dans, eller som soloinstrument. Traditionellt har tonkori spelats av både män och kvinnor.
Den mest kände tonkorispelaren i nutid är Oki, som använder instrumentet för samtida musik, ofta världsmusik.

## Bildgalleri

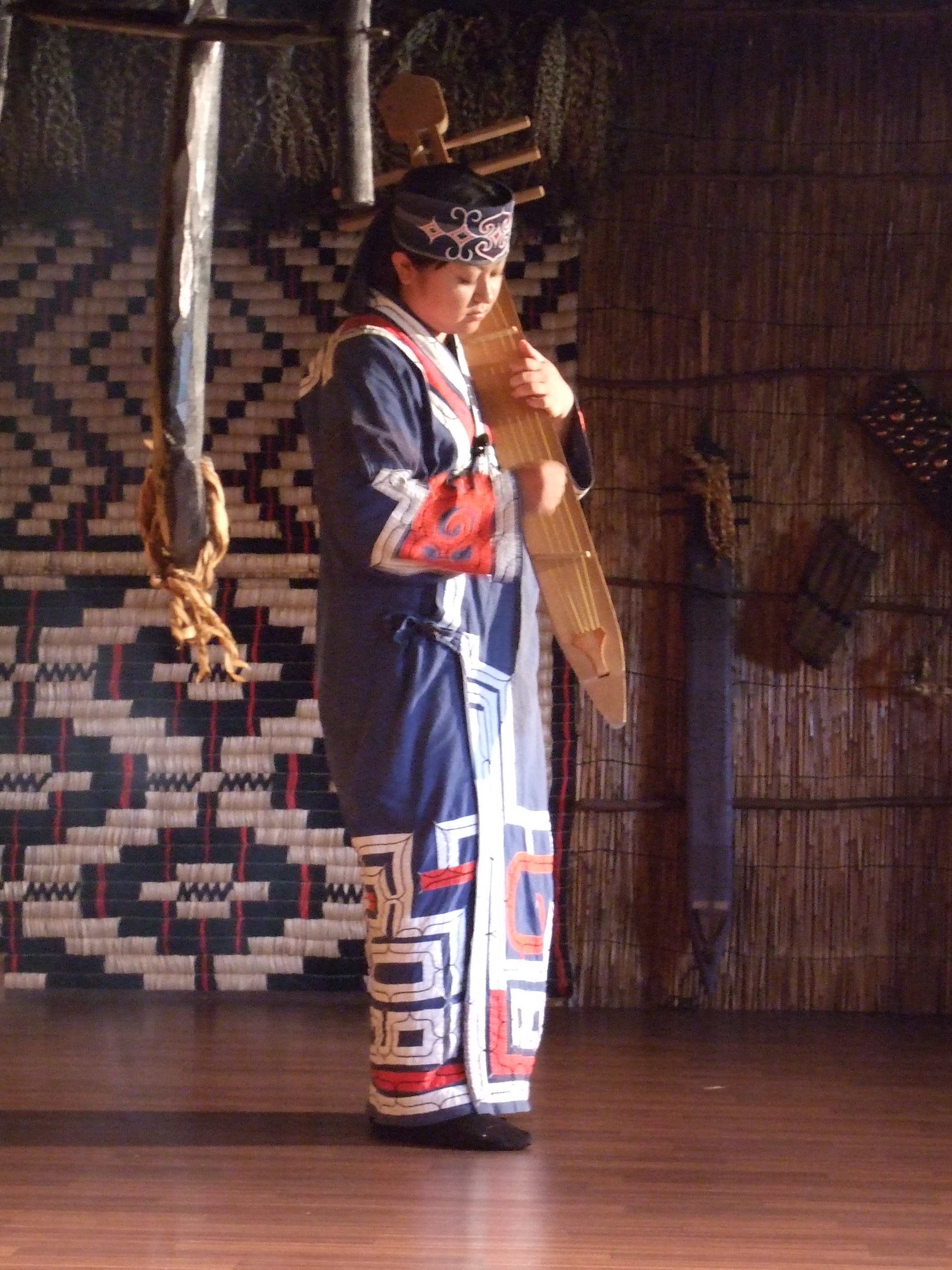
Tonkorimusiker
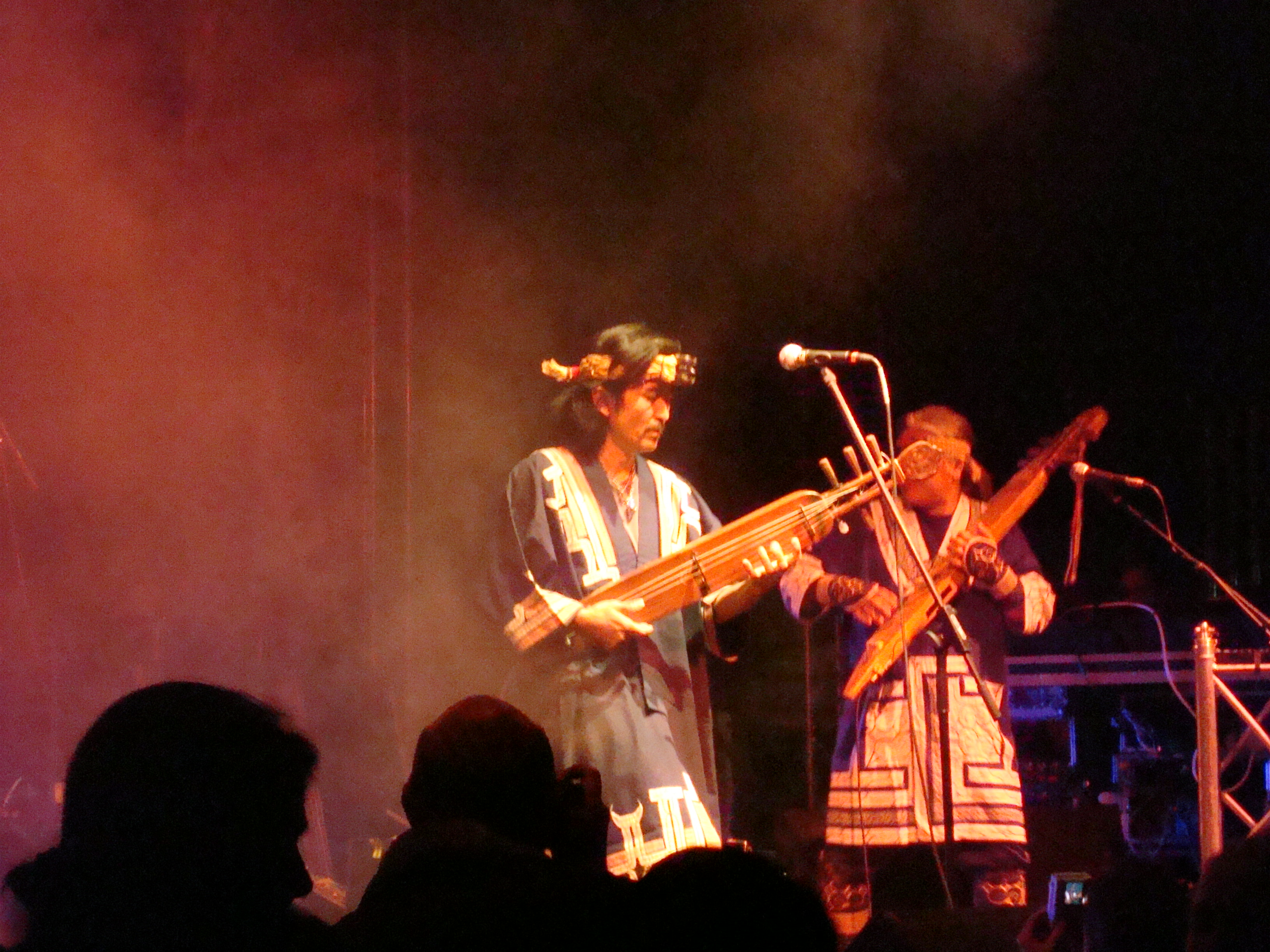
Oki med Oki Ainu Dub Band i Rudolstadt i Tyskland, 2007